# Church of Pakistan
Church of Pakistan (Kirche von Pakistan, CoP, Urdu کلیسیائے پاکستان)  ist  eine unierte Kirche. Sie ist die weitaus größte evangelische Kirche in Pakistan und stellt gemeinsam mit der römisch-katholischen Kirche in Pakistan den Großteil der christlichen Minderheit in dem vom Islam geprägten Land.
Die Church of Pakistan umfasst das gesamte Staatsgebiet Pakistans und unterhält auch einen eigenen Aufsichtsbereich für die Gemeindeglieder, die als Arbeitsmigranten in den Golfstaaten leben. Der Sitz der Kirche ist in Lahore.
Sie wurde 1970 durch die Vereinigung von insgesamt vier Kirchen gegründet, die anglikanischen, reformierten, lutherischen und methodistischen Traditionen angehörten. Als zweite (nach der Church of South India und fast zeitgleich mit der Church of North India) große Unionskirche, die bischöflich und nicht-bischöflich verfasste Kirchen einschloss, hat sie in der ökumenischen Bewegung große Beachtung gefunden.

## Geschichte
Bereits im 8. Jahrhundert kamen die ersten Christen der Assyrischen Kirche des Ostens in das heutige Gebiet des Staates Pakistan. 1594 folgten Jesuiten. Die anglikanische Church Missionary Society begann ihre Arbeit im heutigen Pakistan 1851. 1878 wurde die Diözese Lahore gegründet, zunächst noch als Diözese der Church of England; nach dem Zweiten Weltkrieg auch die Diözese Karatschi. Auch presbyterianische Missionare aus Schottland und den USA begannen in den 1850er Jahren mit der Arbeit im Punjab; ein Schwerpunkt war Sialkot. Die ersten Methodisten missionierten ab 1873 in Karatschi und anderen Städten unter der Englisch sprechenden Bevölkerung. Um 1900 begann eine Arbeit unter Hindus. Von 1902 bis 1915 stieg dadurch die Zahl der Methodisten von 1.200 auf 15.000, bis 1970 auf 60.000. Von 1964 bis 1968 war Hobart Baumann Amstutz Bischof der Methodistenkirche von Südostasien und förderte die Kirchenvereinigung.
Nachdem eine Konferenz in Tranquebar 1919 den Beginn von Unionsverhandlungen angeregt hatte, die schließlich 1947 zur Gründung der Church of South India führten, kamen 1929 auch im nordindischen Lucknow Vertreter von Kirchen zusammen, um einen Unionsplan auszuarbeiten. Beteiligt waren zunächst die anglikanische Church of India, Burma and Ceylon (ab 1947 Church of India, Pakistan, Burma and Ceylon), die United Church of Northern India (1924 aus der Vereinigung von presbyterianischen und kongregationalistischen Kirchen hervorgegangen), die Methodist Church in Southern Asia (ein Zweig der Methodist Church) sowie die zur Methodist Church in Britain und der Methodist Church of Australasia gehörenden Gemeinden und das Council of the Baptist Churches in Northern India.
Eine Grundsatzentscheidung fiel bereits 1947, als festgelegt wurde, dass bei der Gründung alle Amtsträger ein wechselseitiges Auflegen der Hände vornehmen sollten. Dieser Punkt war den Anglikanern wichtig, um zu sichern, dass von Beginn an alle Pastoren Träger der bischöflichen Ordination sein würden, wie es das Lambeth-Quadrilateral vorsah. Anders als bei der Church of South India wurde so vermieden, dass es für eine Übergangszeit zu einem Nebeneinander bischöflich und nicht-bischöflich ordinierter Amtsträger gekommen wäre. Die Verhandlungen wurden auch nach der Trennung von Indien und Pakistan zunächst gemeinsam geführt und resultierten in einem 1965 vorgelegten vierten Unionsplan, der dann in den beteiligten Kirchen ratifiziert werden sollten. In Pakistan stimmten die beteiligten anglikanischen Diözesen, der indische Zweig der Methodist Church (seit 1968 in der Evangelisch-methodistischen Kirche aufgegangen) und die 1961 von der United Church of Northern India getrennte United Church of Pakistan dem Plan zu. Die Pakistani Lutheran Church, die an den Verhandlungen nicht beteiligt gewesen war, entschloss sich ebenfalls zum Anschluss an die neue Kirche. Der Bezirk Lahore der United Church of Pakistan zog jedoch seine Zustimmung wieder zurück, so dass nur zwei Bezirke sich der Kirche anschlossen. Der Gründungsakt der neuen Kirche wurde am 1. November 1970 in Lahore vollzogen.
Nach der Gründung des Staates Bangladesch, der bis 1971 als Ostpakistan ein Teil Pakistans gewesen war, wurde 1974 auch der östliche Teil der Church of Pakistan als Church of Bangladesh selbständig.

## Organisation
Die Church of Pakistan umfasst (Stand 2022) acht Diözesen, denen jeweils ein Bischof vorsteht. 1970 waren es zunächst fünf, von denen die Diözese Dhaka später die Church of Bangladesh bildete. Die Diözesen Lahore und Karatchi hatten schon als anglikanische Diözesen bestanden, die Diözese Sialkot war stark presbyterianisch geprägt, die Diözese Multan methodistisch. Später wurden vier weitere Diözesen errichtet.
| Diözese    | Sitz       | Bischof                  | Website                           |
| ---------- | ---------- | ------------------------ | --------------------------------- |
| Faisalabad | Faisalabad | John Samuel              | –                                 |
| Hyderabad  | Hyderabad  | Kaleem John –            |                                   |
| Karatschi  | Karatschi  | Frederick John           | –                                 |
| Lahore     | Lahore     | Irfan Jamil              | https://copldc.org                |
| Multan     | Multan     | Leo Rodrick Paul         | –                                 |
| Peschawar  | Peschawar  | Humphrey Sarfaraz Peters | https://peshawardiocese.org/home/ |
| Raiwind    | Chandigarh | Azad Marshall            | https://dorcop.org/               |
| Sialkot    | Sialkot    | Alwin John Samuel        | –                                 |

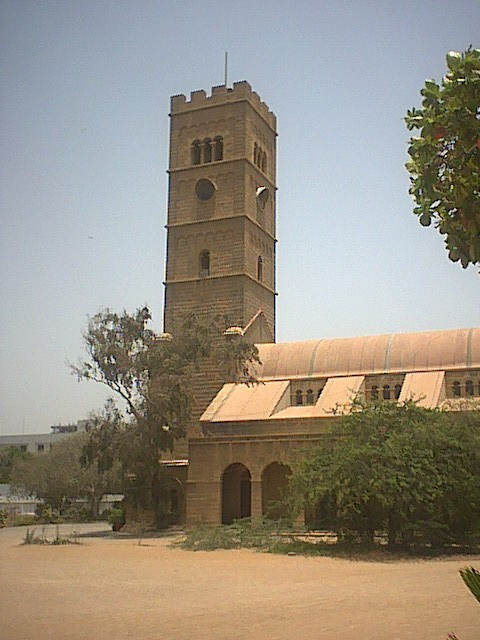
Trinity Cathedral  in Karatschi
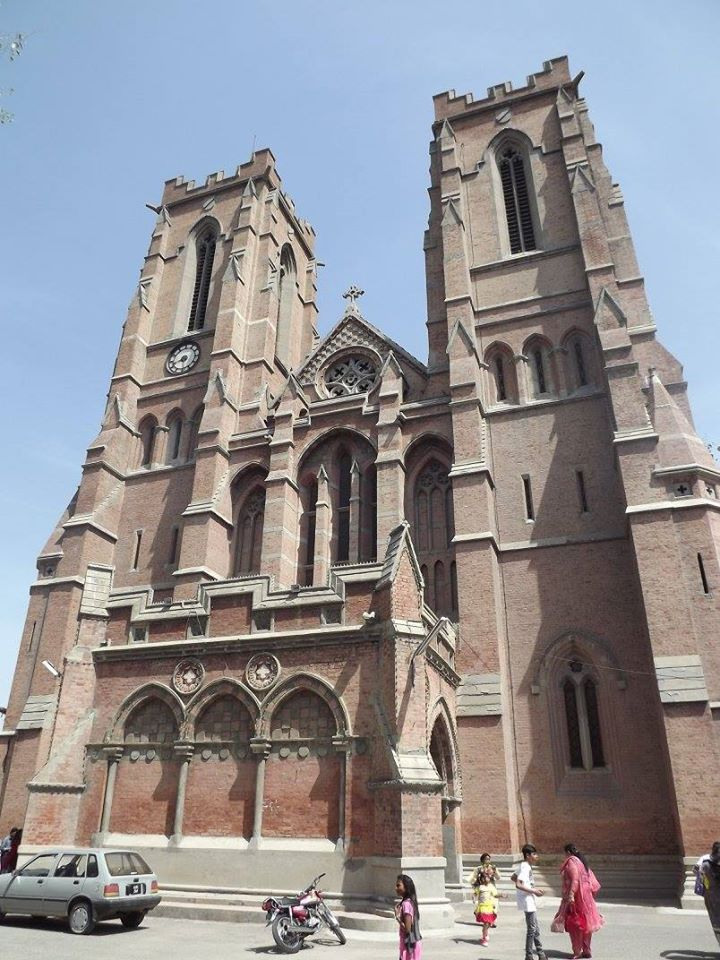
Cathedral Church of the Resurrection in Lahore
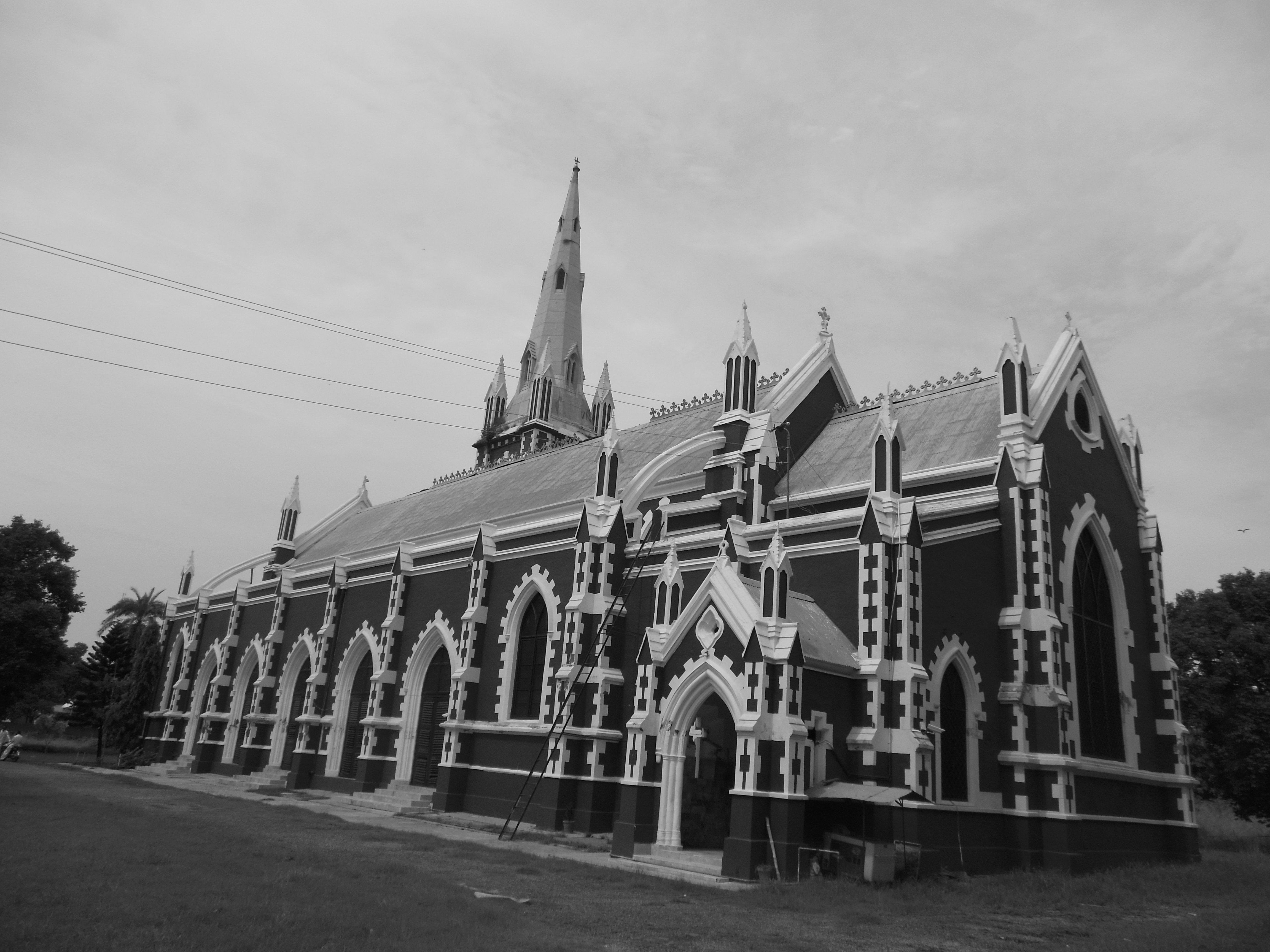
Kathedrale von Sialkot

An ihrer Spitze steht einer der Diözesanbischöfe als Moderator der Synode, die das oberste Entscheidungsgremium der Kirche ist. Er fungiert zugleich als anglikanischer Primas. Derzeit (2022) ist es Azad Marshall, der Bischof von Raiwind.
Seit 2000 werden Frauen zu Diakoninnen ordiniert.

## Ökumenische Beziehungen
Die CoP gehört der Anglikanischen Gemeinschaft (wo sie gemeinsam mit der Church of North India, der Church of Bangladesh und der Church of South India eine der vier „vereinigten Kirchen“ bildet), dem Weltrat methodistischer Kirchen und der Weltgemeinschaft Reformierter Kirchen an. Ferner ist sie Mitglied im Ökumenischen Rat der Kirchen, im National Council of Churches in Pakistan und in der Christian Conference of Asia.

## Soziale Tätigkeit
Die allermeisten Christen in Pakistan sind als Nachkommen von Dalits („Unberührbaren“) schlecht gebildet und sehr arm. Sie arbeiten in ländlichen Gegenden als landlose Bauern oder in Ziegeleien, in Städten als Hilfsarbeiter. Viele von ihnen sind Analphabeten.
Die Church of Pakistan ist um die Schulbildung und berufliche Bildung insbesondere junger Menschen beiderlei Geschlechts bemüht, um ihnen eine bessere Perspektive für ihr Leben zu ermöglichen. Sie betreibt Sozialeinrichtungen wie Schulen, Berufsbildungszentren, Wohnheime und Krankenhäuser.